# Џуба пост
Џуба пост (енгл. The Juba Post) су једине независне новине у Јужном Судану на енглеском језику. Основане се 23. марта 2005. године са седиштем у Џуби и Картуму. Тираж је око 25.000 примерака.